# Jevsevij (Tjuchlov)
Jevsevij (světským jménem: Konstantin Dmitrijevič Tjuchlov; * 26. března 1975, Žodzina) je běloruský duchovní Běloruské pravoslavné církve, biskup drucký a vikář vitebské eparchie.

## Život
Narodil se 26. března 1975 v Žodzině.
Po střední škole č. 6 v rodném městě vystudoval na technickém učilišti ve Smilavičy obor včelařství. Následně absolvoval povinnou vojenskou službu. Po demobilizaci nastoupil na Minský duchovní seminář. Roku 1997 byl přijat mezi bratry Žyrovického monastýru.
Roku 1999 přijal mnišský postřih se jménem Jevsevij na počest svatého Eusebia Samosatského. Stejného roku byl biskupem Guryjem (Apalkou) rukopoložen na jerodiákona a jeromonacha.
Od roku 2007 sloužil v Lavriševském monastýru ve vesnici Hněsičy a o dva roky později byl jmenován představeným tohoto monastýru s povýšením na igumena. Roku 2014 započal studium na Minské duchovní akademii, kterou dokončil roku 2017 s titulem magistra bohosloví.
Od roku 2016 působil jako blagočinný monastýrů, člen eparchiální rady a zástupce předsedy stavebního oddělení novogrodecké eparchie.
Dne 27. května 2022 jej Svatý synod zvolil biskupem sluckým a salihorským. O tři dny později byl povýšen na archimandritu a biskupská chirotonie proběhla 5. června v monastýru svaté Eufrosinie v Polocku. Hlavním světitelem byl patriarcha moskevský a celé Rusi Kirill.
Po nástupu na biskupský stolec byly zjištěn finanční podvody, ze kterých byl obviněn také tehdejší dočasný správce metropolita Venijamin (Tupeka). Následně Minský exarchátu obdržel od církevních představitelů falešné zprávy a stížnosti na biskupa Jevsevija, kterého bez předchozího soudu a prošetření převedli 13. října 2022 do pozice biskupa druckého a vikáře vitebské eparchie.